# Liberty Or Death (álbum)
Liberty or Death es el décimo cuarto disco en estudio de la banda de Heavy metal alemana Grave Digger, que ha salido a la luz en enero de 2007.

## Temas
- 01. Liberty or Death
- 02. Ocean of Blood
- 03. Highland Tears
- 04. The Terrible One
- 05. Until the last King died
- 06. March of the Innocent
- 07. Silent Revolution
- 08. Shadowland
- 09. Forecourt to Hell
- 10. Massada
- 11. Ship of Hope (extra de la edición Digipak)

## Miscelánea
Todos los temas han sido compuestos por Boltendahl/Becker/Schmidt & Katzenburg
Todas las letras son de Boltendahl

## Formación
- Chris Boltendahl - Voz
- Manni Schmidt - Guitarra
- H.P. Katzenburg - Teclado
- Stefan Arnold - Batería
- Jens Becker - Bajo

- Datos: Q1094477